# Geothlypis beldingi
La golagialla di Belding (Geothlypis beldingi Ridgway, 1882) è un raro uccello della famiglia dei Parulidi originario della Bassa California.

## Tassonomia
Se ne riconoscono due sottospecie:
- G. b. goldmani Oberholser, 1917 - Bassa California centrale (Messico nord-occidentale);
- G. b. beldingi Ridgway, 1882 - Bassa California meridionale (Messico nord-occidentale).

## Descrizione
Così chiamata in onore dell'ornitologo Lyman Belding, la golagialla di Belding è un parulide relativamente grande (circa 14 cm di lunghezza), con una coda lunga e un piumaggio dai colori variopinti. Il maschio è un uccello color verde-oliva con regioni inferiori giallo brillanti, e una vistosa maschera nera che ricopre la fronte e i lati della faccia. La maschera è contornata da un sottile bordo giallo, mentre il becco è nero e le zampe sono rosate. La femmina è priva di maschera, e ha una testa color oliva, con un anello oculare chiaro, una linea chiara sopra l'occhio, e un becco marrone scuro. Le regioni inferiori della femmina sono gialle, color marrone sbiadito sui fianchi e biancastre sulla parte bassa dell'addome. Vengono riconosciute due distinte sottospecie di golagialla di Belding, G. b. beldingi e G. b. goldmani; quest'ultima si differenzia soprattutto per la colorazione più spenta e spesso presenta toni più biancastri sulla parte bassa dell'addome e un bordo più biancastro o color crema attorno alla maschera del maschio. La golagialla di Belding è molto simile nell'aspetto alla golagialla comune (Geothlypis trichas), ma se ne differenzia per le dimensioni maggiori, il becco più lungo e spesso, le regioni inferiori dai toni più gialli e il bordo giallo attorno alla maschera del maschio, mentre la femmina presenta un disegno facciale più caratteristico e un piumaggio dai toni più brillanti.

## Distribuzione e habitat
La golagialla di Belding occupa un areale discontinuo che si estende sulla penisola di Bassa California, in Messico. Le due sottospecie occupano due distinte zone della penisola separate tra loro: G. b. beldingi è presente nel distretto di Los Cabos, mentre G. b. goldmani è diffusa nelle regioni meridionali e centrali della penisola.
Questa specie è associata ad habitat d'acqua dolce di pianura, e abita le oasi di giunchi, tife e lische (Schoenoplectus) che si sviluppano attorno a paludi, fiumi e torrenti, sebbene occasionalmente possa essere rinvenuta anche nelle paludi salmastre costiere. Nonostante di solito non si spinga mai più lontano di 50 m dall'acqua, la golagialla di Belding è stata in rare occasioni avvistata a una certa distanza dai confini del suo areale abituale, anche in habitat più asciutti, il che suggerisce che sia in grado di disperdersi su distanze relativamente grandi.

## Biologia
Sono disponibili solo poche informazioni sulla biologia della golagialla di Belding. Descritta come uno sfuggente uccellino delle paludi e delle aree ricoperte da un'intricata vegetazione delle zone umide, si ritiene che vada in cerca di cibo, probabilmente una vasta gamma di insetti, tra la vegetazione palustre e sul terreno umido. Il nido è costituito da una coppa di fili d'erba e giunchi, imbottito con fibre sottili e peli e situato tra la bassa vegetazione. Vengono deposte fino a quattro uova, tra marzo e maggio. Il richiamo di questa specie è uno stridulo djip o chek, e il canto è costituito da una sonora e fragorosa serie di frasi.

## Conservazione
Nonostante recenti ricerche sul campo abbiano dimostrato che la golagialla di Belding occupi un numero maggiore di siti di quanto si riteneva in precedenza, la superficie totale che essa occupa rimane tuttavia esigua, e le zone di habitat disponibile sono molto limitate ed estremamente frammentate. Le oasi abitate dalla golagialla di Belding sono severamente minacciate dalle attività umane, in primo luogo dagli incendi, dalla raccolta di canne, dalle bonifiche per fare spazio a terreni agricoli e allevamenti di bestiame, e dall'eccessivo prelievo di acqua per l'agricoltura e le attività turistiche. Tuttavia, la specie è stata rinvenuta anche in una palude artificiale creata recentemente nei pressi degli hotel e anche in regioni molto attive da un punto di vista agricolo, il che suggerisce che essa possa, in qualche modo, trarre beneficio dalle attività umane.
Sfortunatamente, sebbene la golagialla di Belding appaia localmente comune, la sua popolazione è costituita da non più di qualche migliaio di esemplari in tutto, suddivisi in piccole sottopopolazioni isolate, più vulnerabili ad eventi estremi quali gli uragani, che d'estate distruggono regolarmente i canneti. Si ritiene che la superficie totale delle zone di habitat disponibile sia inferiore ai dieci chilometri quadrati, ed è particolarmente ridotta nelle regioni meridionali e centrali dell'areale, costituendo un grave rischio per la sottospecie G. b. goldmani.
La riserva ecologica dell'Estero de San José del Cabo, una laguna costiera di acqua dolce nella Bassa California meridionale che incorpora parte dell'areale della golagialla di Belding, è stata designata come sito Ramsar nel 2008. Tra i progetti di conservazione portati avanti nel sito figurano lo sviluppo di un piano di conservazione, lavori di ricerca e monitoraggio, l'installazione di insegne educative, progetti di sensibilizzazione e l'addestramento di guide locali esperte di uccelli. Tra le altre misure raccomandate per la conservazione di questa specie suggestiva vi sono l'identificazione e la sorveglianza di ulteriori siti potenziali in cui essa è presente, nonché lo studio della sua genetica, la prevenzione di incendi o di raccolta della vegetazione palustre, la protezione di un numero maggiore di siti e la creazione di nuove aree palustri. Sono stati ipotizzati anche progetti di reintroduzione, mentre la promozione del birdwatching potrebbe costituire un'ulteriore fonte di reddito che spinga alla protezione di aree cruciali del suo habitat.